# Zborul 214 al Asiana Airlines
Zborul 214 al Asiana Airlines a fost un zbor transpacific de pasageri operat de compania Asiana Airlines, care a plecat de pe Aeroportul Internațional Shanghai Pudong, a făcut escală pe Aeroportul Internațional Incheon de lângă Seul, Coreea de Sud, cu destinația Aeroportul Internațional San Francisco din comitatul San Mateo, California, SUA. In data de 6 iulie 2013, un avion Boeing 777-200ER care deservea zborul a ratat aterizarea pe Aeroportul Internațional San Francisco, la bord aflându-se 291 de pasageri și 16 membri ai echipajului. Printre pasageri s-au numărat 141 de cetățeni chinezi, 77 de cetățeni coreeni și 61 de cetățeni americani. Acesta a fost primul accident mortal care a implicat un model 777.

## Accidentul

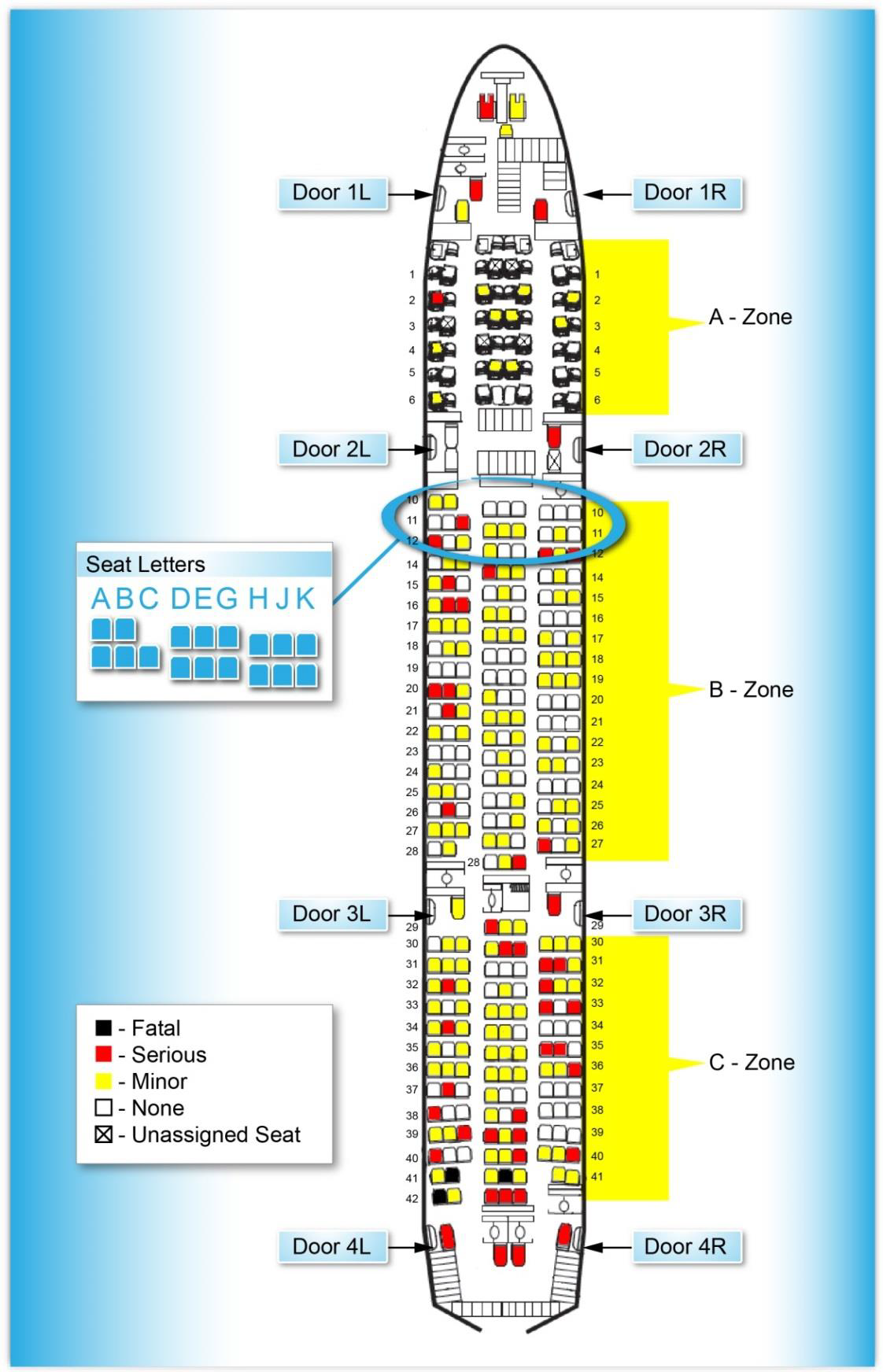
Seat map

In data de 6 iulie 2013, la 11:36 (ora Pacificului), o aeronavă Boeing 777-200ER, având numărul de înregistrare HL7742, s-a prăbușit înainte de aterizare pe pista 28L a Aeroportului Internațional San Francisco (SFO), lovind barajul din golf. Un tobogan de evacuare a fost desfășurat pe o parte a aeronavei.
Sistemul de aterizare și prin urmare panta de navigație a pistei 28L au fost nefuncționale la momentul accidentului, vremea fiind senină în acel moment.
Acesta a fost al treilea accident fatal din istoria de 25 de ani a companiei Asiana Airlines.

## Urmări

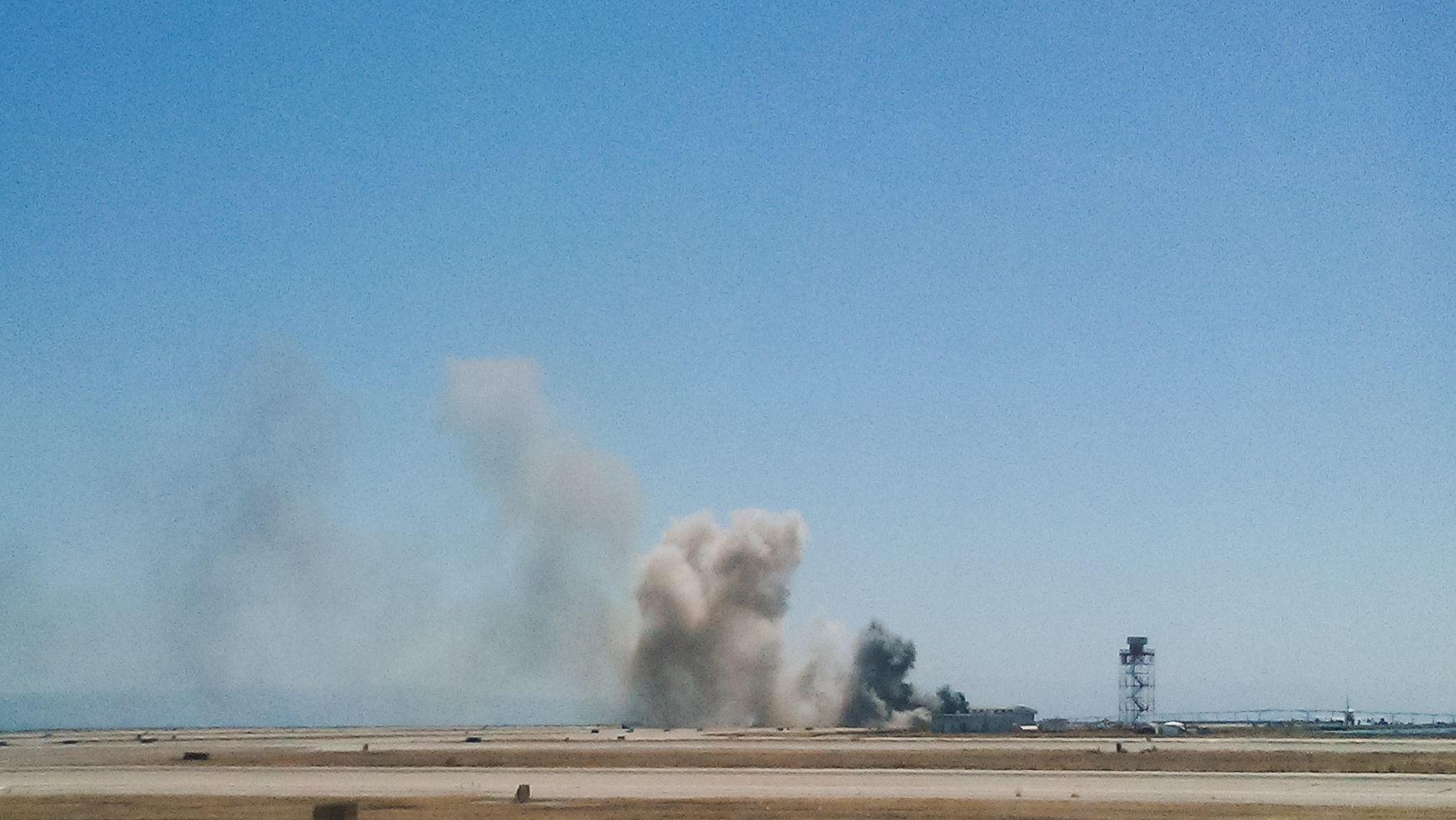
Fumul ridicându-se din epava avonului. Imagine văzută dintr-un alt avion aflat pe pista de rulare

Cauza accidentului rămâne necunoscută. Oficialii au declarat că terorismul a fost exclus ca factor. Acesta a fost primul accident mortal care a implicat o aeronavă din seria Boeing 777.
La o conferință de presă ținută în aeroport, șeful departamentului de pompieri din San Francisco, Joanne Hayes-White, a confirmat că au existat două adolescente chineze care au decedat, trupurile celor două fiind găsite în afara aeronavei. Conform unui purtător de cuvânt al unui spital, cinci persoane au fost în stare critică. Nouă spitale din zonă au primit un total de 182 răniți. În timpul unei alte conferințe de presă, purtătorul de cuvânt al SFO, Doug Yakel, a declarat că o singură persoană nu a fost numărată din cele 60 raportate anterior. Mai târziu Hayes-White a spus că toate persoanele au fost numărate după reconcilierea a două puncte de admisie în aeroport.
Aeroportul a fost închis pentru aproximativ cinci ore de la accident, iar zborurile cu destinația San Francisco au fost redirecționate către alte aeroporturi din golful San Francisco, Sacramento sau Los Angeles. Pistele 01L/19R și 01R/19L au fost deschise ulterior, în timp ce pista unde s-a petrecut accidentul și încă una paralelă au rămas închise.

### Investigații
Consiliul american pentru siguranță în transporturi a început o anchetă și a trimis un echipaj la fața locului. Directorul general Asiana Yoon Young-Doo a declarat: „În prezent am înțeles că nu au existat probleme la motor sau probleme mecanice.” El nu a putut spune dacă roțile sau trenul de aterizare au funcționat corect. Indicațiile preliminare arată că avionul a avut o altitudine mica și a lovit digul la aterizare.

## Legături externe
- ACCIDENTUL de la San Francisco: Dispozitivul "pilot-automat" al avionului Asiana nu funcționa corespunzător, Mediafax